# Clephydroneura nelsoni
Clephydroneura nelsoni là một loài ruồi trong họ Asilidae. Clephydroneura nelsoni được Joseph & Parui miêu tả năm 1997. Loài này phân bố ở miền Ấn Độ - Mã Lai.